# 強積金中介人考試
強制性公積金計劃考試 (MPFE) 是由職業訓練局 (香港)(VTC)的高峰進修學院(PEAK)舉辦的考試。這個考試由強制性公積金計劃管理局引入。這個考試是強積金的資格考試也是強制性公積金計劃管理局指定的強制性公積金中介人的考試規定。

## 考試結構
|                      | 題目數量 | 考試時間 | 合格題目數 |
| 強制性公積金計劃考試 | 80題     | 120分鐘  | 56題       |

強制性公積金計劃考試 (MPFE) 是每個在香港從事強制性公積金計劃業務的中介人必須應考的考試。這個考試限時120分鐘，包含了80條考試題目。如果考生要在這個考試中取得合格，必須答對70%的題目，亦即80題目中的56題。這個考試可以分為7個章節。

## 爭議
職業訓練局 (香港)(VTC)的高峰進修學院(PEAK)舉辦強制性公積金計劃考試 (MPFE) 中面對很多爭議，主要因為這些考試並沒有由第三方獨立審核過考試題目。除此以外，這個考試並沒有官方的上訴機制以及任何制衡機制，導致這個考試的合理性成疑。這個考試的不同語言版本也出現嚴重差異，因此飽受批評。